# Bardín el Superrealista
Bardín el Superrealista és una sèrie d'historietes creada per Francesc Capdevila (Max) i protagonitzada pel personatge homònim. És el primer personatge de l'autor que té una naturalesa fixa després de Gustavo (1977) i Peter Pank (1983).

## Trajectòria editorial

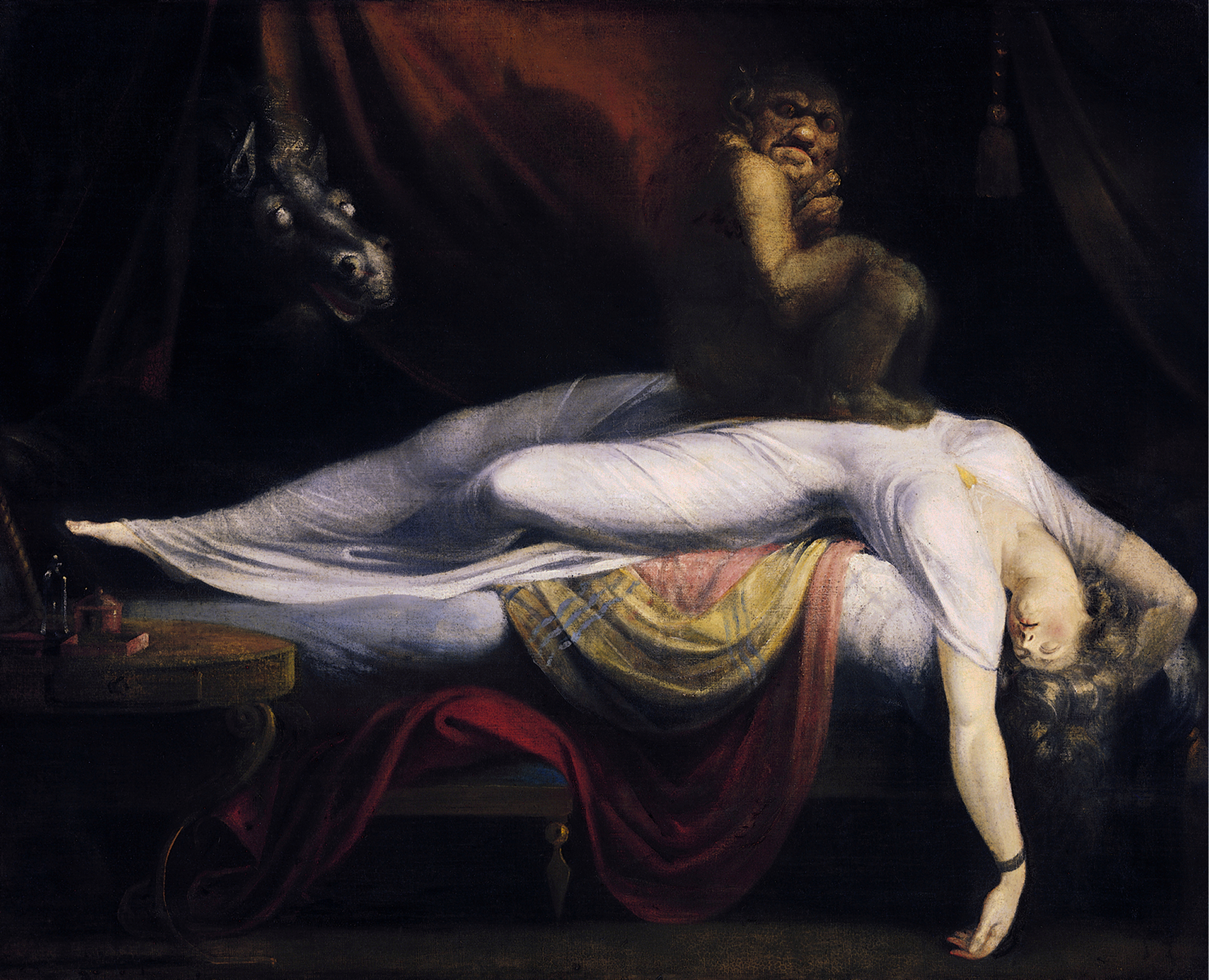
El Malson de Fussli, un tema recurrent en l'obra.

La sèrie es compon per diferents còmics publicats en diferents mitjans. El 1999 es va fer una primera recopilació de Bardín el Superrealista amb el títol de Almanaque Bardín para el 2000 de las artes, las letras y los despropósitos. El desembre del 1999 l'editorial Inrevés edicions va publicar un àlbum sobre Bardín titulat Bardín el superrealista, un héroe solar.
| Títol                                  | Publicació                        | Any  |
| -------------------------------------- | --------------------------------- | ---- |
| Bardín y los demonios                  | "La + bella"                      | 1997 |
| Bardín el Superrealista                | "Nosotros Somos Los Muertos" #4   | 1997 |
| Descripción Bardín del Mundo Superreal | "Nosotros somos los muertos" #4   | 1997 |
| Onán y Bardín                          | "Passaforadí" # 0                 | 1998 |
| El cielo sobre Bardín                  | "El País de las Tentaciones"      | 1998 |
| Bardín imagina                         | "Idiota y diminuto" # 5           | 1999 |
| Una polémica metafísica                | "Bardín el Superrealista" #1      | 1999 |
| Pesadilla nº 11                        | "Nosotros somos los muertos" #6/7 | 2000 |
| La estrella misteriosa                 | "Comix 2000"                      | 2000 |
| Paseo nocturno                         | "Creativa" #1                     | 2000 |

L'any 2000 va aparéixer còmic "Bardín baila con las más fea", en el que 77 autors de còmics alternatius de diferents països van fer la seva interpretació personal del personatge entregat a una dansa macabra.
| Títol                                          | Publicació             | Any  |
| ---------------------------------------------- | ---------------------- | ---- |
| Un acto de amor                                | "Amaníaco"             | 2001 |
| San Ceremonio, mártir                          | "El Semanal" 719       | 2001 |
| En el parque                                   | "Esto no es un Bardín" | 2001 |
| Justa poética                                  | "Recto" #2             | 2003 |
| La compleja y atormentada conciencia de Bardín | "El ojo radiante"      | 2003 |
| Iluminación                                    | "NSLM" #10             | 2004 |
| 11-M                                           | "El Víbora" #291       | 2004 |

El 2006 l'editorial Ediciones La Cúpula va publicar una recopilació en cartoné titulada Fets, dites, cabòries i vagareigs de Bardín el Superrealista, publicada també en català el 2007, que inclou algun còmic inèdit:
| Títol                      | Publicació                                                          | Any  |
| -------------------------- | ------------------------------------------------------------------- | ---- |
| Homenaje a Don Luis Buñuel | "Hechos, dichos, ocurrencias y andanzas de Bardín el Superrealista" | 2006 |
| Pesadilla nº 111           | "Hechos, dichos, ocurrencias y andanzas de Bardín el Superrealista" | 2006 |
| Buda a todo a cien         | "Hechos, dichos, ocurrencias y andanzas de Bardín el Superrealista" | 2006 |
| El ruido y la furia        | "Hechos, dichos, ocurrencias y andanzas de Bardín el Superrealista" | 2006 |

## Trama i personatges
Bardín és un homenet vestit amb uan camisa blava que alterna un món surrealista semblant als món de Dalí amb bars i parcs més convencionals. En ser inconcret i polivalent, permet a Max tota mena de reflexions, normalment de caràcter metafísiques però amb un fort component humorístic.

## Estil
A Max el Superrealista, Max manté el seu estil afí a la línia clara, tot i que per primera vegada utilitza el color mitjançant tècniques informàtiques.

## Reconeixement i premis
La sèrie de Bardín el Superrealista va obtenir el Premi a la Millor Obra d'Autor espanyol el 2006 al XXVI Saló Internacional del Còmic de Barcelona i el 2007 va guanyar el primer Premi Nacional del Còmic de España.